# Oospila matura
Oospila matura là một loài bướm đêm trong họ Geometridae.